# Hormizd IV.
Hormizd IV. (također Hormisdas; perzijski: هرمز Hormoz), Veliki kralj Perzije (579. – 590.).
Hormizda je njegov otac Hozroje I. odredio za nasljednika tako da ga je on bez poteškoća naslijedio. Ovaj vladar je i u zapadnim (Teofilakt Simokata) i u istočnim izvorima (Tabari) predstavljen vrlo negativno. Hormizd je već na početku vladavine ušao u sukob s visokim plemstvom. Razlog je bio taj što je Hormizd pokušavajući učvrstiti svoju vlast okrutno postupao s moćnim plemstvom koje je bilo konkurencija njegovoj vlasti. Izvori iz kasnosasanidskoga razdoblja te kasniji arapski izvori predbacuju mu da je prognao i pogubio bezbrojne plemiće te pokušao smanjiti moće utjecajnih svećenika zoroastrizma. Danas je teško donijeti objektivan sud o ovome vladaru jer nedostaje objektivnih izvora. Hormizd se u svakoj slučaju godinama uspijevao održati na prijestolju tako što je izigravao i unosio razdor među različite plemićke grupacije. 
Od svoga je oca također naslijedio rat s Bizantom koji je potrajao s promjenjivom srećom cijelo doba njegove vladavine. Mir je sklopljen tek u doba njegova sina Hozroja II. Parviza. 
Godine 589. pobunio se protiv Hormizda uspješni vojskovođa Bahram Čobin. Dok se njegova vojska kretala prema perzijskoj prijestolnici Ktezifontu, Hormizda je 6. veljače 590. jedna druga plemićka stranka svrgnula s prijestolja i za kralja postavila njegova sina Hozroja II. Parviza. Hormizd je zatim malo poslije oslijepljen i ubijen. No Bahram Čobin nije htio priznati Hozroja II. za vladara tako da je došlo do kratkotrajne uzurpacije prijestolja. No on je već iduće godine poražen tako da je zavladao Hozroje II. 